# 吳文企
吴文企（？—1624年），字季䯄，号白雪，又号厔庵居士，南京旗手衛人，湖廣景陵縣籍，明朝政治人物。

## 生平
萬曆十九年（1591年）辛卯科湖廣乡试第二名举人，二十六年（1598年）戊戌科進士，除南户部主事，榷杭州北新关，减杂税，有附翼税璫者，抵于法，尽除其害。萬曆三十年晉郎中，三十三年出守宁波府。三十六年丁母憂歸，服闋，四十一年起補湖州府知府，四十三年升江西按察司副使，四十五年二月因病乞休归。天启二年（1622年），起復爲陕西按察司副使，分巡关西道，尋调驻宁夏，督理学政，四年以病端坐而逝。著有《絮庵堑录》、《静志居诗话》。